# 波密蹄盖蕨
波密蹄盖蕨（学名：Athyrium bomicola）为蹄盖蕨科蹄盖蕨属下的一个种。

## 扩展阅读
維基物種上的相關：波密蹄盖蕨